# Capitule (liturgie)
Pour les articles homonymes, voir Capitule.

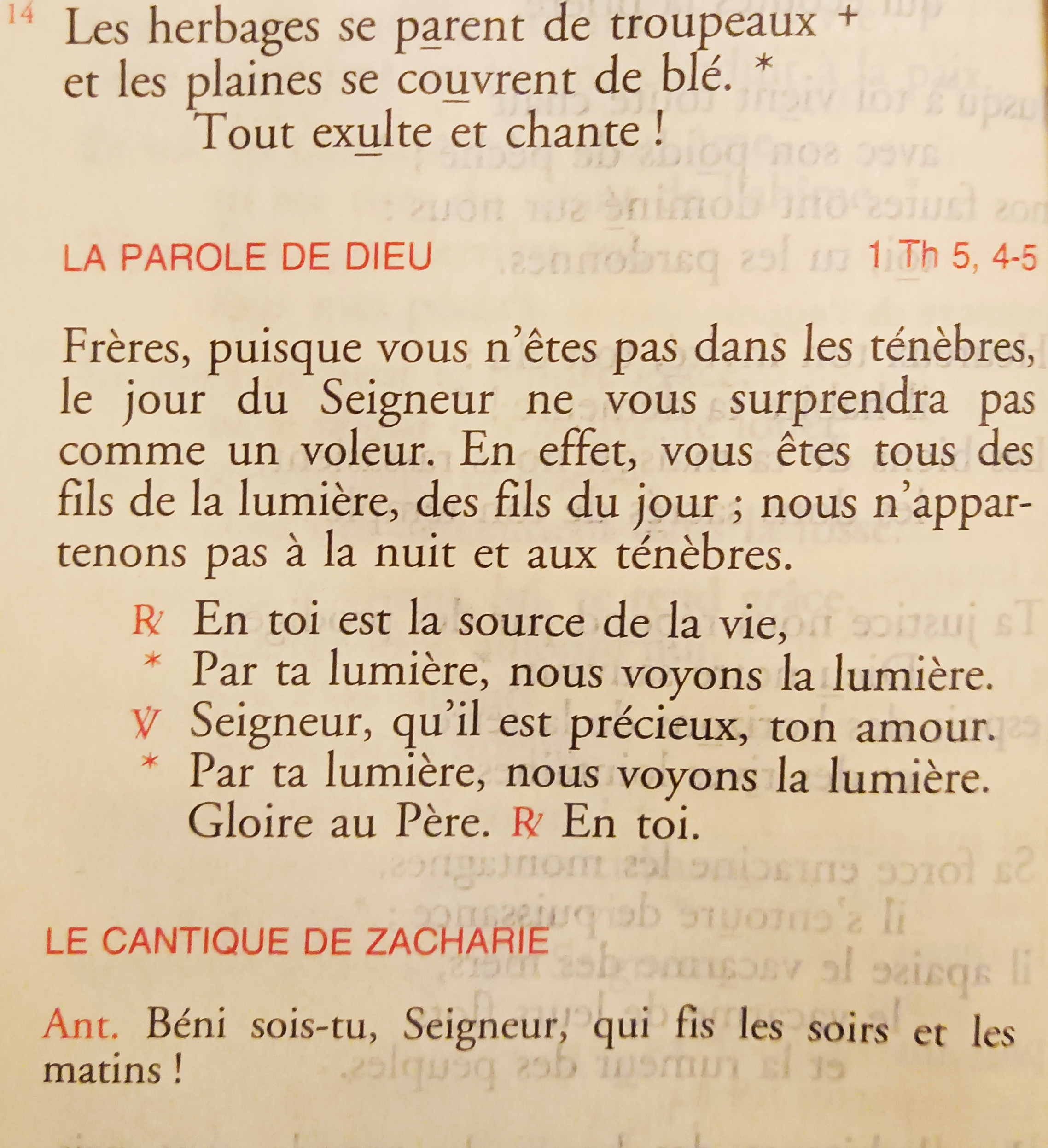
Lecture brève ou Capitule du Mardi II matin avec le répons.

Dans le domaine liturgique, le capitule est une courte lecture tirée des Saintes Écritures - pas plus de deux ou trois versets - qui est faite au cours de l'office divin - du soir, du midi et du matin. On préfère maintenant parler de « lecture brève »,. Celle-ci est choisie selon le jour, le temps ou la fête et constitue pour l'Eglise, une véritable proclamation de la parole de Dieu. Elle se situe au centre de l'office entre la récitation des psaumes et le cantique évangélique. Elle est suivie d'un temps de silence avec un chant responsorial ou répons bref et d'une éventuelle homélie. Le capitule se distingue des lectures longues prévues dans l'office des lectures et la messe. Le choix des lectures brèves exclut les évangiles selon la tradition, prend en compte la tonalité des jours ; la lecture du soir est choisie dans le Nouveau Testament car elle suit un cantique issu de celui-ci.
Le mot est une dérivation directe du latin capitulum qui signifie 'chapitre'.

## Voir plus
- Dictionnaire d'archéologie chrétienne et de liturgie. Tome deuxième, B-Césène (lire en ligne), Tome 2, colonnes 2047-2050, Capitula (Recitatif)